# LGBT práva v Severním teritoriu
Lesby, gayové, bisexuálové a translidé (LGBT) mají v Severním teritoriu, který je jedním ze států a teritorií Austrálie, pouze část práv většinové populace.

## Zákony týkající se homosexuality
Severní teritorium získalo autonomii v r. 1978 s jednokomorovým parlamentem v čele s liberálně-konzervativní vládou, která okamžitě v říjnu 1983 odsouhlasila a vydala nový teritoriální trestní zákoník. Nový zákon částečně zlegalizoval konsensuální pohlavní styk mezi muži staršími 18 let. Legální věk způsobilosti k pohlavnímu styku pro heterosexuální styk byl stanoven na 16 let. Nicméně i tak zákon trestal anální sex a jemu obdobné praktiky na veřejném prostranství, přičemž termín "veřejné prostranství" chápal jako jakékoli prostranství, v němž se zdržuje jeden a více pozorovatelů. Věk způsobilosti k pohlavnímu styku byl sjednocen v rámci Reforem zákonů o pohlaví, sexualitě a soužití de facto z r. 2003, které vstoupily v účinnost v březnu 2004.

## Stejnopohlavní soužití

### Neregistrované soužití de facto
Severní teritorium je jednou ze dvou jurisdikcí Austrálie (druhou je Západní Austrálie), která neumožňuje homosexuální párům úředně stvrdit své soužití prostřednictvím registrovaného partnerství nebo civilních svazků. Soužití párů stejného pohlaví je právně chápáno jako soužití de facto po reformě zákonů o pohlaví, sexualitě a soužití de facto z r. 2003, jíž se mění Zákon o soužití de facto, který dříve definoval takové soužití jako "soužití 2 osob splňující znaky manželství". Tato definice ještě před reformou způsobovala, že páry stejného pohlaví musely záležitosti svých majetkových práv po rozpadu soužití řešit pomocí teritoriálních soudů. Navíc se ani neřešilo vzájemné podílení na chodu domácnosti stejnou cestou jako v případě manželských a de facto spolužijících heterosexuálních párů. Toto způsobovalo také nerovné majetkové vypořádání v případě, že byl jeden z partnerů nezaměstnaný a nepodílel na se na chodu domácnosti. Právě díky reformě mají páry stejného pohlaví v Severním teritoriu skoro stejná práva a povinnosti jako manželské páry. Neregistrované soužití de facto umožňuje partnerům modifikovat si svůj majetkový režim, včetně vypořádání při rozchodu, prostřednictvím vzájemné dohody.
Stejnopohlavní manželství je v Severním teritoriu, jakož i v celé Austrálii, legální od prosince 2017, a to po přijetí příslušného zákona svazovým parlamentem.

## Adopční a rodičovská práva
Místní Zákon o sociálně-právní ochraně dětí přímo nařizuje soudům dávat děti k adopci párům tvořeným mužem a ženou a žijícím v manželském svazku více než 2 roky, což činí homosexuální páry nezpůsobilé společně osvojit děti. Pouze ve výjimečných případech soudy vycházejí vstříc žádostem o osvojení ze strany svobodných jedinců bez ohledu na jejich sexuální orientaci. Přezkumem teritoriálních adopčních zákonů se začal zajímat ministr pro děti a rodinu John Elferink v listopadu 2015. Zatím nebyly dány vládě žádné návrhy na změnu zákonů.
Zákony Severního teritoria se nezmiňují o komerčním a altruistickém surogátním mateřství, nicméně v této oblasti ani není dostatek klinik a odborníků na reprodukční technologie, což nutí zájemce o tento proces odcházet do Adelaide. Adelaide je hlavním městem Jižní Austrálie, jejíž právní řád komerční surogátní mateřství zakazuje. Altruistické sice není, ale sehnat takovou dobrovolnici je takřka nemožné. Z těchto důvodů pochází téměř většina případů náhradního mateřství v Austrálii ze zahraničních klinik.
Lesbické páry mají přístup k asistované reprodukci, ale neregistrované de facto partnerky těhotných žen nejsou z pohledu práva chápány jako právoplatní rodiče dětí narozených prostřednictvím tohoto procesu.

## Ochrana před diskriminací
Reforma zákona o pohlaví, sexualitě a soužití de facto z r. 2003 pomohla zcela odstranit legislativní diskriminaci párů stejného pohlaví, vyjma adopcí. Zákon odstranil rozdíly založené na pohlaví, sexualitě a soužití de facto v cca 50 zákonech a vyhláškách.
Antidiskriminační zákon z r. 1996 chrání veškeré zdejší obyvatelstvo před diskriminací na základě pohlaví a sexuality a dalších atributů. Jeho působnost sahá na pole vzdělávání, pracovněprávní, ubytovací, přístupu ke zboží a službám, kulturních vymožeností, pojišťovnictví a důchodového systému. O translidech se zákon sice nezmiňuje, avšak ti mají zpřístupněn institut změny pohlaví, včetně chirurgické operace a následného výdeje nových dokladů s odpovídajícím pohlavím.
LGBT a Intersex komunitu Severního teritoria dále chrání také federální novela Zákona o pohlavní diskriminaci (sexuální orientace, genderová identita a status neurčitého pohlaví) z r. 2013.

## Přehled
| Legální stejnopohlavní styk                                                 | (Mužský od r. 1983; Ženský vždycky legální)                    |
| Stejný věk legální způsobilosti k pohlavnímu styku pro obě orientace        | Yes                                                            |
| Antidiskriminační zákony chránící jiné sexuální orientace                   | Yes                                                            |
| Antidiskriminační zákony chránící jiné genderové identity                   | Yes                                                            |
| Zákony proti zločinům z nenávisti zahrnují jiné sexuální orientace          | No                                                             |
| Zákony proti zločinům z nenávisti zahrnují jinou genderovou identitu        | No                                                             |
| Likvidace trestných záznamů o homosexuálech                                 | No                                                             |
| Zrušení odlišného zacházení se sexuálními menšinami v trestněprávní oblasti | Yes                                                            |
| Neregistrované de facto soužití párů stejného pohlaví                       | Yes                                                            |
| Adopce dítěte partnera                                                      | No                                                             |
| Společná adopce dětí stejnopohlavními páry                                  | No                                                             |
| Přístup k technologiím umělého oplodnění pro lesbické páry                  | Yes                                                            |
| Přístup k umělému oplodnění pro lesbické ženy                               | Yes                                                            |
| Stejnopohlavní manželství                                                   | (2017)                                                         |
| MSM smějí darovat krev                                                      | (1roční zkušební lhůta vyžadována - platí pro celou Austrálii) |